# Bauhaus-Wohnanlage Ruhla

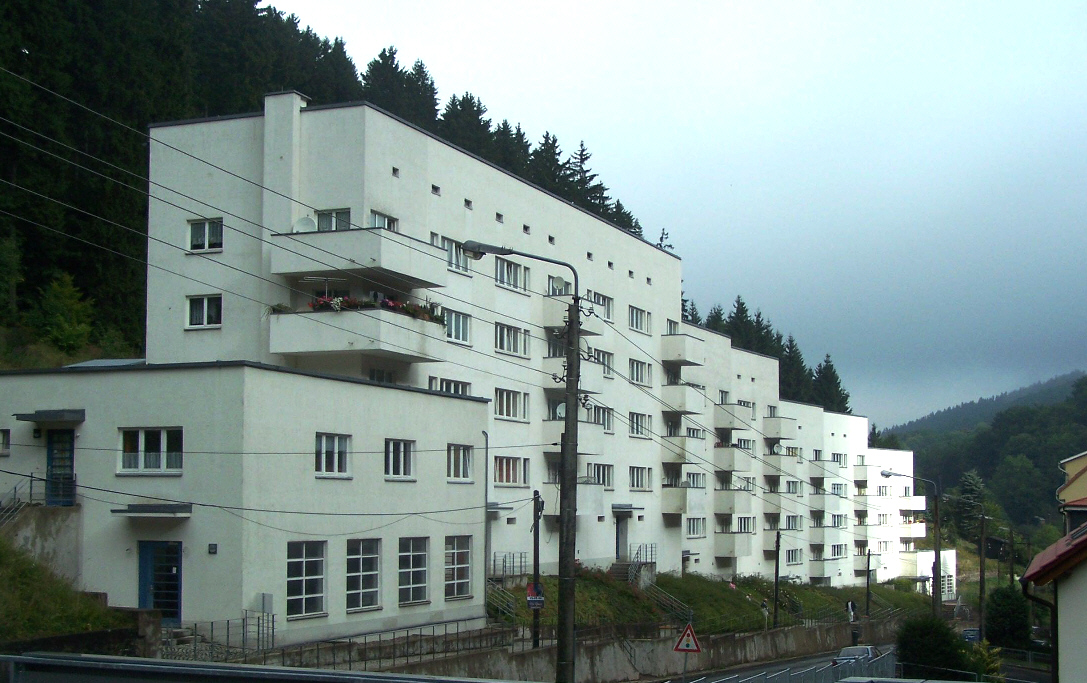
Die Bauhaus-Wohnanlage in Ruhla (2008)

Die Wohnanlage Altensteiner Straße ist ein denkmalgeschützter Gebäudekomplex mit der Anschrift Altensteiner Straße 16–28a in Ruhla im Wartburgkreis in Thüringen. Das Kulturdenkmal wurde von 1926 bis 1928 nach einem Entwurf von Thilo Schoder im Stil des Neuen Bauens errichtet.

## Geschichte
Um dem Wohnraumbedarf in der für seine Uhrenproduktion bekannten Industriestadt Ruhla zu decken, wurde der Bauhausarchitekt Thilo Schoder 1926 beauftragt, einen Mehrfamilienhauskomplex zu entwerfen. Er schuf bis 1928 ein Gebäudeensemble mit Sozialwohnungen, Stadtcafe, Konsum-Verkaufsstelle und Spielplatz. Jede Wohnung verfügte in der Regel über zwei Zimmer, Küche und Toilette. In jedem Treppenaufgang befand sich ein gemeinschaftlich zu nutzendes Badezimmer im Dachgeschoss.
In der Zeit des Nationalsozialismus wurden die Flachdächer des Gebäudeensembles durch Spitzdächer ersetzt.
Von 1998 bis 2002 wurde die Anlage umfangreich saniert. Hierbei wurde der äußerliche Zustand einschließlich der ursprünglichen Flachdachkonstruktion wiederhergestellt. Abweichend vom Originalzustand erhielt jede Wohnung eigene Sanitärräumlichkeiten.